# Sung Jae-gi
Sung Jae-gi (성재기?, 成在基?; Daegu, 11 settembre 1967 – Seul, 26 luglio 2013) è stato un attivista e filosofo sudcoreano.
Fra i decenni 2000 e 2010, Sung Jae-gi guidò movimenti antifemministi, liberali e di liberazione di genere sudcoreani: nel 2006 fondò l'Associazione dell'antifemminismo per la liberazione degli uomini, nel 2007 l'Associazione per l'abolizione del Ministero delle donne, nel 2008 l'organizzazione mascolinista Uomini di Corea. Nel 2013 Sung Jae-gi cominciò ad accumulare grossi debiti e il 25 luglio annunciò sul sito di Uomini di Corea l'intenzione di suicidarsi. Il giorno seguente morì gettandosi dal Ponte Mapo a Seul; le sue ultime parole furono: "Anche l'uomo è un essere umano!". Il suo corpo fu trovato quattro giorni dopo. Scrisse sotto il nome di Blue Wolf.